# Tossal del Garrameu
El Tossal del Garrameu és una muntanya de 266 metres que es troba al municipi de Menàrguens, a la comarca catalana de la Noguera.
Al cim podem trobar-hi un vèrtex geodèsic (referència 254109001).